# Onobrychis pallasii
Onobrychis pallasii là một loài thực vật có hoa trong họ Đậu. Loài này được (Willd.) M.Bieb. miêu tả khoa học đầu tiên.